# 코바체프치

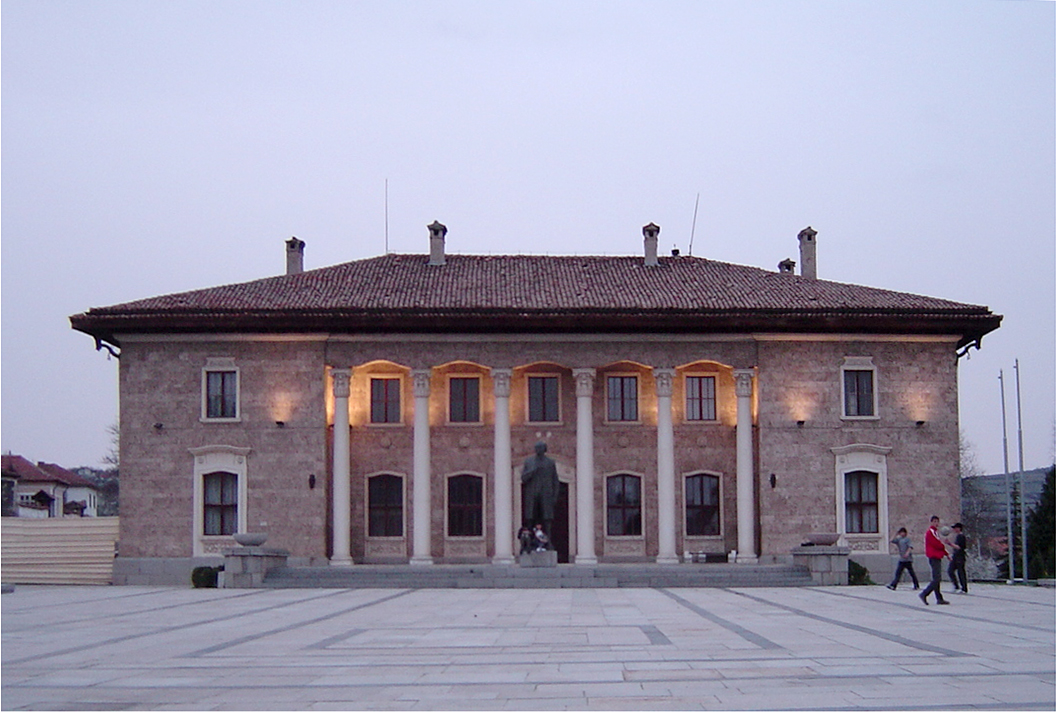
코바체프치 게오르기 디미트로프 기념관

코바체프치(불가리아어: Ковачевци [koˈvat͡ʃɛft͡si])는 불가리아 서부에 위치한 페르니크주의 도시로, 인구는 413명(2008년 기준)이다. 페르니크(페르니크 주의 주도)에서 남서쪽으로 25km, 소피아(불가리아의 수도)에서 남서쪽으로 55km 정도 떨어진 곳에 위치한다.
불가리아 독립 전쟁 때 많은 주민들이 오스만 제국의 지배에 대항했으며 불가리아의 공산주의 지도자인 게오르기 디미트로프가 태어난 곳이기도 하다.

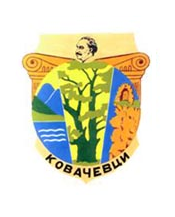
시 문장